# Nick Vandendriessche
Nick Vandendriessche (Roeselare, 15 april 1970) is een Belgisch dirigent, muziekpedagoog en eufoniumspeler.

## Levensloop
Vandendriessche kreeg muzieklessen aan de Stedelijke Academie voor Muziek, Woord en Dans (SAMW) "Adriaen Willaert" in Roeselare en behaalde aldaar zelfs een regeringsmedaille. Hij studeerde aan het Koninklijk Conservatorium te Gent onder ander tuba, kamermuziek, HaFa-directie bij Dirk Brossé en Eddy Vanoosthuyse en slagwerk. Hij behaalde er het diploma "meester in de muziek optie tuba, kamermuziek" en het aggregaatsdiploma.
Als eufonium-solist nam hij deel aan verschillende nationale en internationale wedstrijden, zoals aan de instrumentenwedstrijd in Charleroi en de internationale eufoniumwedstrijd in Birmingham.
In 1993 werd hij als lid met de Brassband Willebroek Europees kampioen in Plymouth. In hetzelfde jaar was hij solist tijdens de concertreis van het Koninklijk Filharmonisch Orkest van Vlaanderen door Duitsland. 
Als docent en muziekpedagoog werkt hij aan de STAP Roeselare, MAAK Knokke-Heist, en aan het Koninklijk Conservatorium te Gent. 
Hij is lid van de provinciale artistieke commissie orkest van de Vlaamse Amateurmuziekorganisatie. 
Vroeger was hij als dirigent verbonden aan de jeugdharmonie van de Koninklijke Harmonie "Het Gildemuziek", Roeselare en werd met deze jeugdharmonie winnaar van het Adelson Vermanderconcours in Hooglede. Ook dirigeerde hij de Koninklijke Harmonie de Vlaamse Vrienden uit Vlamertinge en behaalde met dit orkest een grote onderscheiding tijdens de nationale wedstrijd van het Koninklijk Muziekverbond van België in Wemmel en werd laureaat (gouden medaille met lof van de jury) bij de internationale wedstrijd in Praag. Sinds 1996 is hij dirigent van de Koninklijke Fanfare de Ridder Jans Zonen Dadizele waarmee hij twee keer de bevestiging in de ere-afdeling bereikte en een grote onderscheiding op de provinciale selectie van de Federatie van Katholieke Muziekbonden (Fedekam) Vlaanderen. In 2002, 2006 en 2010 dirigeerde hij het fanfareorkest tijdens het openluchtspektakel van de kasteelnocturnes in Dadizele. Van 2000 tot 2006 was hij eveneens dirigent van de Koninklijke Harmonie de Woudfanfare Houthulst en werd met deze harmonie nationaal kampioen tijdens het Fedekamtoernooi en behaalde met het orkest de promotie naar de 1e afdeling tijdens het provinciaal toernooi in 2004. Van september 2006 tot juni 2015 had hij de artistieke leiding van de JET Symphonic Band, Tielt, waarmee hij in 2012 de nationale titel behaalde op de Orkestwedstrijd van Vlamo in ere-afdeling te Leuven. Sinds januari 2018 is Vandendriessche de dirigent van de Koninklijke Harmonie "Het Gildemuziek", Roeselare.